# Alfornelos (stație de metrou din Lisabona)
Alfornelos este o stație de pe linia albastră a metroului din Lisabona. Stația este construită sub Piața Teófilo Braga, în freguesia Alfornelos din Amadora. 

## Istoric
Stația a fost inaugurată pe 15 mai 2004, în același timp cu Amadora Este, ca parte a extinderii liniei albastre a metroului către zona Falagueira.
Proiectul original al stației aparține arhitectului Alberto Barradas, iar decorațiunile pictoriței Ana Vidigal.
Precum toate stațiile mai noi ale metroului din Lisabona, „Alfornelos” este echipată pentru a deservi și persoanele cu dizabilități locomotorii, dispunând de lifturi și scări rulante pentru ușurarea accesului la peroane.
Stația are în mijlocul său o navă reprezentată de holul central, sub care sunt amplasate peroanele. Două alte nave laterale, perpendiculare pe prima, permit accesul către cele patru guri de ieșire, două în partea de est și două în cea de vest. Finisajele pentru pardoseli și pereți sunt din piatră calcaroasă, azulejo și mozaic de porțelan. Decorațiunile Anei Vidigal subliniază tema călătoriei. Ideea a fost dezvoltată de Ana Vidigal prin amplasarea panourilor „Șabloanele Burda” (cu referire la revista de modă) la partea superioară a peroanelor și pe pereții din fața scărilor rulante de acces către ieșirile stației.

## Legături

### Autobuze preorășenești

#### Rodoviária de Lisboa
- 128 Casal da Mira (Dolce Vita Tejo) ↔ Lisabona (Colégio Militar)
- 143 Amadora (Gara de Nord) ↔ Pontinha (metrou)
- 155 Amadora (Spital) - traseu circular[4]